# Minqin

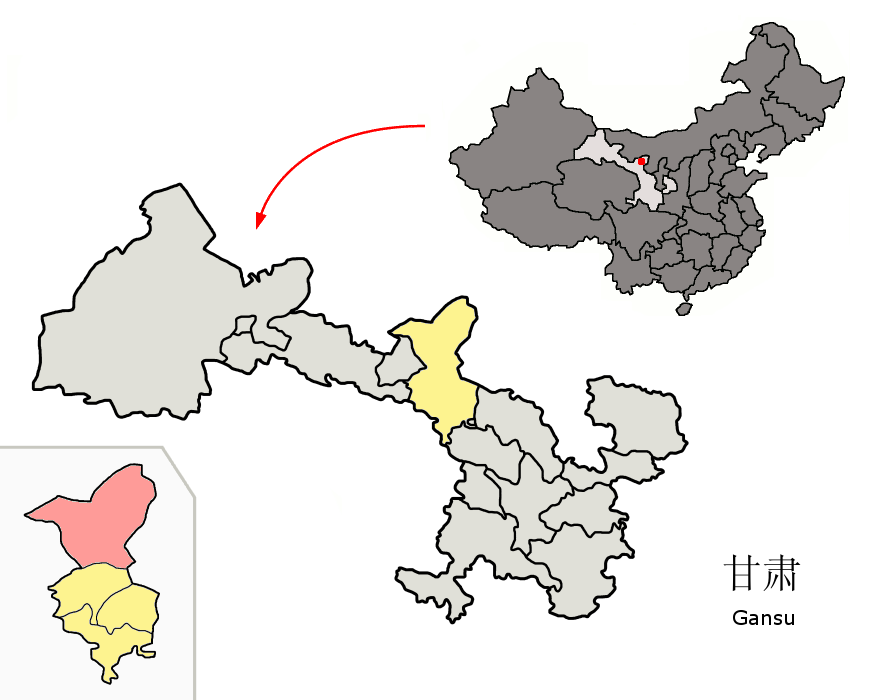
Lage des Kreises Minqin (rosa) in der bezirksfreien Stadt Wuwei (gelb)

Der Kreis Minqin (chinesisch 民勤县, Pinyin Mínqín Xiàn) ist ein Kreis der bezirksfreien Stadt Wuwei im Nordwesten der chinesischen Provinz Gansu. Er hat eine Fläche von 15.871 km² und zählt 241.800 Einwohner (Stand: Ende 2018). Sein Hauptort ist die Großgemeinde Sanlei (三雷镇).
Das Rui’an-Fort (Rui’an bao 瑞安堡) steht seit 2006 auf der Liste der Denkmäler der Volksrepublik China (6-1071).

## Administrative Gliederung
Auf Gemeindeebene setzt sich der Kreis aus fünf Großgemeinden und dreizehn Gemeinden zusammen. 